# Млини (Куявсько-Поморське воєводство)
Млини (пол. Młyny, нім. Mühlfließ) — село в Польщі, у гміні Стшельно Моґіленського повіту Куявсько-Поморського воєводства.
Населення — 122 особи (2011).
У 1975-1998 роках село належало до Бидгощського воєводства.

## Демографія
Демографічна структура станом на 31 березня 2011 року:
|          | Загалом | Допрацездатний вік | Працездатний вік | Постпрацездатний вік |
| -------- | ------- | ------------------ | ---------------- | -------------------- |
| Чоловіки | 65      | 21                 | 39               | 5                    |
| Жінки    | 57      | 9                  | 31               | 17                   |
| Разом    | 122     | 30                 | 70               | 22                   |